# 杉立徹
杉立 徹（すぎたて とおる）は広島大学大学院理学研究科教授。昭和56年理学博士。
東京都立新宿高等学校を経て東京工業大学理学部卒業。広島大学理学部物理学科助手、助教授を経て現職。
主な研究分野はクォーク物理学で、CERN・BNLなどにおいて、クォークグルーオンプラズマ現象の発見に尽力し、現在も活躍中。